# Vietnamocalamus
Vietnamocalamus là một chi thực vật có hoa trong họ Hòa thảo (Poaceae).

## Loài
Chi Vietnamocalamus gồm các loài: